# Кладрастис
Кладрастис (лат. Cladrastis; от др.-греч. κλάδος, klados — ветвь и θραυστός, thraustos — ломкий) — род деревянистых растений семейства Бобовые (Fabaceae), произрастающий в Восточной Азии и Северной Америке.

## Ботаническое описание
Листопадные деревья, реже одревесневшие лианы. Листья непарноперистосложные.
Цветки собраны в длинные повислые метельчатые кисти. Венчик белый или розовый. Тычинок 10. Плоды — сжатые сухие бобы.

## Виды
Род включает 8 видов:
- Cladrastis chingii Duley & Vincent
- Cladrastis delavayi (Franch.) Prain
- Cladrastis kentukea (Dum.Cours.) Rudd — Кладрастис кентуккский
- Cladrastis parvifolia C.Y.Ma
- Cladrastis platycarpa (Maxim.) Makino
- Cladrastis scandens C.Y.Ma
- Cladrastis shikokiana (Makino) Makino
- Cladrastis wilsonii Takeda